# Kitty Jutbring

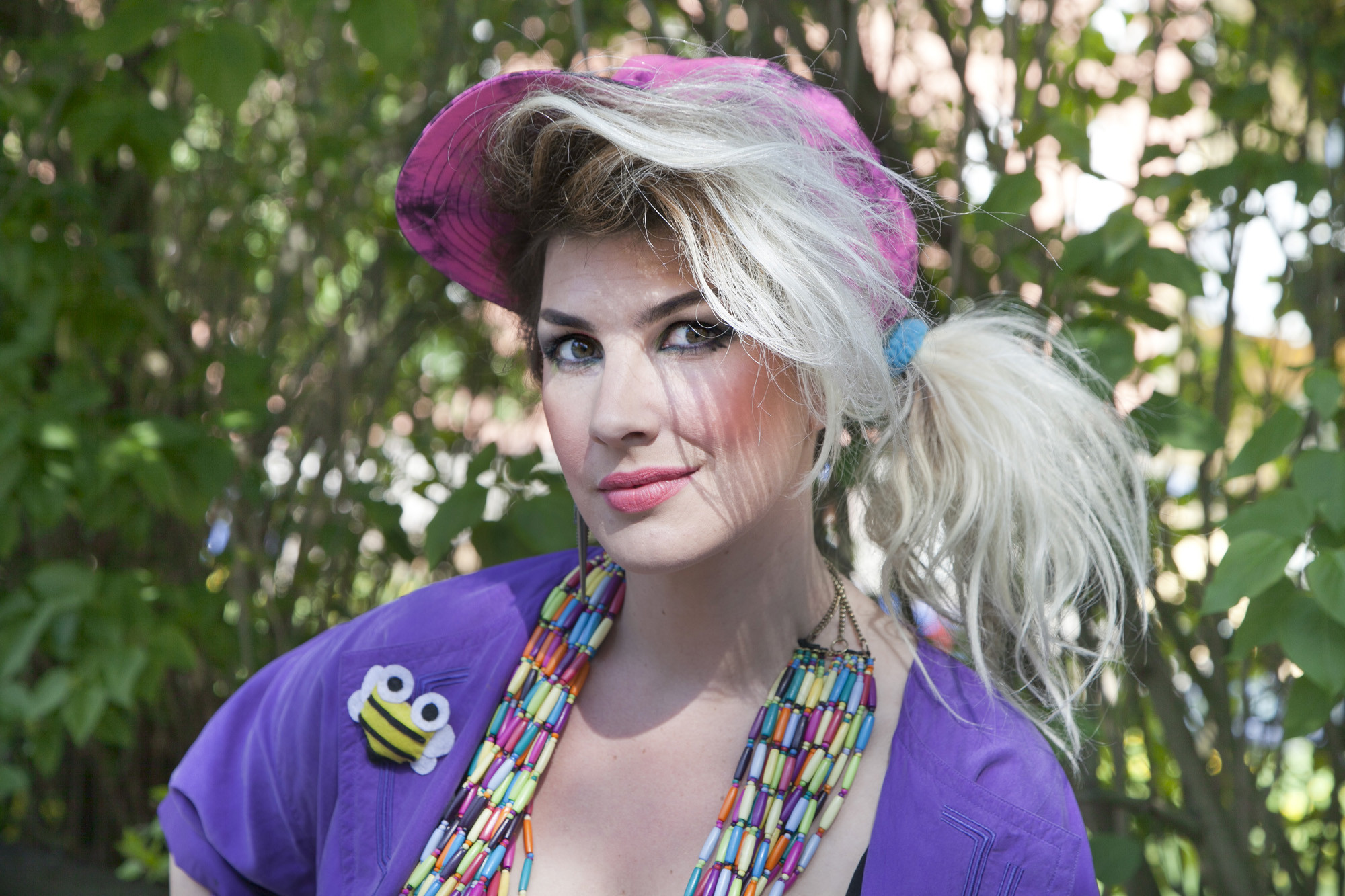
Kitty Jutbring in 2012

Anna Maria Skura Jutbring (Göteborg, 8 april 1977) is een Zweedse radio- en televisiepersoonlijkheid.
Kitty Jutbring schrijft elke vrijdag een column in de krant de Aftonbladet. Ze werd beroemd in 2002 als een deelnemer in de tweede Zweedse editie van Big Brother. Vanaf dat moment verscheen Jutbring vaker in de media, vooral bij het radioprogramma Christer op het radiostation SR P3 radio. Met dat radioprogramma deed ze eind 2008 mee aan de eerste editie van de Zweedse versie van Serious Request, genaamd Musikhjälpen. Tevens startte ze in 2002 als presentator bij het kinderprogramma Bobster op de televisiezender SVT.
Met haar band 'Kitty & The K' uit 2003 speelde ze op het Hultsfred Festival.